# Marjorie Grice-Hutchinson
Marjorie Grice-Hutchinson (Eastbourne, Inglaterra, 26 de mayo de 1909 - Málaga, 12 de abril de 2003), economista británica asentada en Málaga, especialista en el pensamiento económico de España, y muy particularmente en la Escuela de Salamanca y el pensamiento económico medieval.

## Biografía
Nació en Eastbourne, Inglaterra, el 26 de mayo de 1909. Hija del conocido abogado George William Grice-Hutchinson, su infancia y primera juventud discurrieron por varias ciudades europeas. Su educación primaria fue algo informal por ello, pero aprendió varios idiomas, incluso latín. En 1924 su padre adquiere una finca en la provincia de Málaga y desde entonces pasa temporadas en España. Ambos colaboran en algunas actividades filantrópicas como el sostenimiento de un dispensario médico y una escuela en Churriana. Durante la guerra civil española el yate de su padre sirve para el traslado de algunos republicanos a Gibraltar.
En 1941 trabaja para el Foreign Office y poco después como profesora en la Universidad de Londres, en el King’s College, luego como directora del departamento de Español del Birkbeck College. Durante ese tiempo estudia en la London School of Economics, obteniendo un “degree honour”. Allí fue discípula de R.S.Sayers y de Friedrich August von Hayek (1899-1992), Premio Nobel de Economía en 1974, quien dirigió su tesis doctoral. Cuando en 1951 se casa con el barón Ulrich von Schlippenbach, ingeniero agrónomo establecido en Málaga, se traslada definitivamente a España hasta su muerte el 12 de abril de 2003. Durante sus últimos años cuidó del Cementerio inglés de Málaga, primera necrópolis protestante en España, donde recibiría sepultura tras su fallecimiento. En 1984 dona la finca familiar “San Julián” a la Universidad de Málaga que ubicó en ella el Centro de Experimentación Grice-Hutchinson” (Jardín botánico de la Universidad de Málaga).

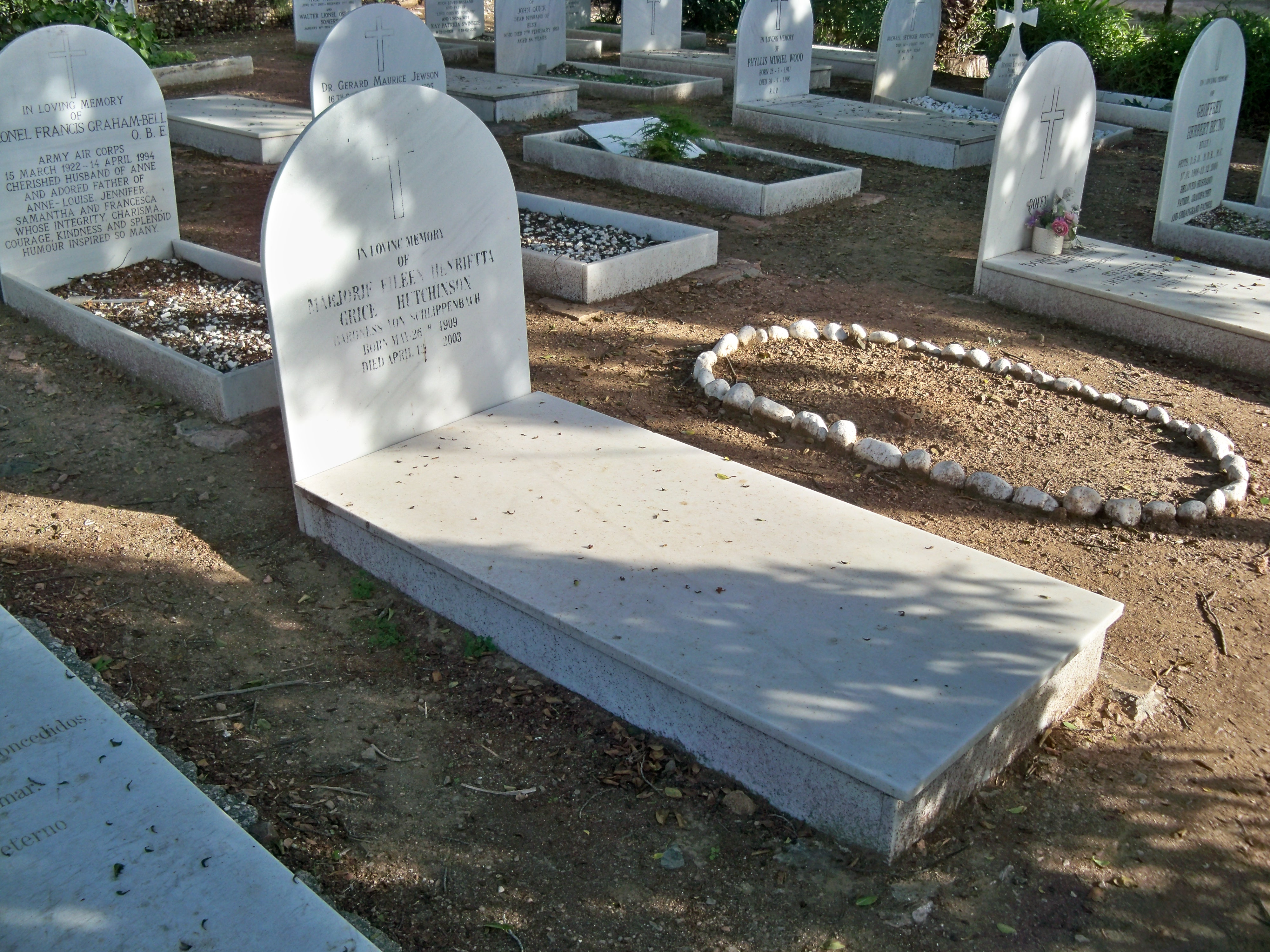
Tumba de Marjorie Grice-Hutchinson en el Cementerio Inglés de Málaga.

### Reconocimientos y honores
- Doctorado honoris causa por la Universidad de Málaga (1992)
- Doctorado honoris causa por la Universidad Complutense de Madrid (1993)
- Distinguished Fellow de la History of Economics Society (1994)
- Premio Castilla y León de las Ciencias Sociales y Humanidades
- Cinta de Dama de la Orden del Mérito Civil
- Orden del Imperio Británico
- Hija Predilecta de Málaga

## Obra

### Objeto fundamental de estudio
- La Escuela de Salamanca y la teoría cuantitativa del dinero, teoría del precio de las cosas, condena de la usura, la inflación
- Origen del capitalismo y defensa de la libertad económica en los jesuitas de la Escuela de Salamanca
- El pensamiento económico de Grecia y Roma enlaza con el pensamiento actual por medio de las traducciones al árabe y fue transmitido por pensadores de al-Ándalus, como Ibn Jaldun, y la Escuela de Salamanca

### Algunas publicaciones
- “The School of Salamanca: Readings in Spanish Monetary Theory, 1544-1605”, Clarendon Press, Oxford, 1952
- “Málaga Farm”, Hollis and Carter, Londres, 1956.[Traducción española: "Un cortijo en Málaga", ed. Ágora, Málaga, 2001 y ed. del Genal, 2016]
- “Children of the Vega: Growing up on a farm in Spain”, Wheaton, Exeter, 1963
- “The English Cementery at Málaga”, Málaga, 1964; 21 edición, Málaga, 1982, publicado por la autora.
- “Early Economic Thought in Spain, 1177-1740”, Alien & Unwin, Londres, 1978[2] (“El pensamiento económico en España (1177-1740)”, traducción española, Ed. Crítica, Barcelona, 1982[3]
- “The School of Salamanca”, trabajo presentado en la Sociedad Mont Pelerin, Madrid, 1979
- “Las vicisitudes de un economista, Notas sobre la fundación de la primera cátedra de Comercio y Economía Política en Málaga (1818) y sobre el catedrático don Manuel María Gutiérrez”, en Homenaje a Lucas Beltrán, Moneda y Crédito, Madrid, 1982
- “Los economistas españoles y la Historia del Análisis Económico de Schumpeter”, Papeles de Economía Española, n.º 17, Madrid, 1983
- “El Discurso acerca de la moneda de vellón de Pedro de Valencia”, en Aportaciones del pensamiento económico iberoamericano, siglos XVI-XX, Ediciones de Cultura Hispánica, Madrid, 1986
- “Aproximación al pensamiento económico en Andalucía: de Séneca a finales del siglo XVIII”, Revista de Estudios Regionales, n.º 11, enero-junio de 1983, publicada por las Universidades de Málaga, Granada, Sevilla, Córdoba y Cádiz. Una versión ampliada en Andalucía en el pensamiento económico, Gumersindo Ruiz (ed.), Arguval, Málaga, 1987. Ed. Librería Ágora, Málaga, 1990
- “Some Spanish Contributions to the Early Activities”, Bulletin of the Royal Society, n.º 42, Londres, 1988
- Reseña de Estudios en la historia del pensamiento económico latino-americano, de Oreste Popescu, History of Political Economy, 2 (2), 1989
- “El concepto de la Escuela de Salamanca: sus orígenes y desarrollo”, Revista de Historia Económica, VII (2), 1989
- “Escolásticos y Arbitristas en tierras de Castilla y León”, Actas del 2.º Congreso de Economía de Castilla y León, Junta de Castilla y León, Consejería de Economía y Hacienda, Valladolid, 1990
- “Contributions of the School of Salamanca to Monetary Theory as a Result of the Discovery of the New World”, en Casas Pardo, J. (ed.), Beitráge zur Wirtschafts und Sozialgeschichte, vol. 5; Economic Effects of the European Expansion, 1492-1824, ed. Franz Steinor Veriag, Stuttgart
- Santo Tomás de Aquino en la historia del pensamiento económico”, lección pronunciada con motivo de la recepción del doctorado honoris causa por la UCM, en Ávila, el 14 de abril de 1993
- “Economic thought in Spain. Selected Essays of Marjorie Grice-Hutchinson. Introducción de Lawrence Moss y Christopher K. Ryan. Ed. Edward Elgar, Aldershot, Reino Unido, 1993
- “The Concept of the Market in Spanish Economic Thought before 1800”, Temas de Economía y Empresa. Homenaje al profesor Carlos Monter, ed. Facultad de CC.EE. y EE., Málaga, 1994
- “Pensamiento económico popular en la Castilla del siglo XIII”, trabajo presentado en la Conferencia sobre Pensamiento Económico Antiguo y Medieval celebrada en el Instituto Tecnológico de Massachusetts el 10 de junio de 1994
- “Ensayos sobre el pensamiento económico en España”, ed. Alianza, Madrid, 1995
- “Martín de Azpilcueta “Comentario resolutorio de cambios” und Luis Ortiz “Memorial del Contador Luis Ortiz a Felipe II”, ed. Veriag Wirtschafts und Finanzen Verigsgruppe Handeisblatt GmbH, Düsseldorf, 1998
- “En torno a la Escuela de Salamanca”, en Fuentes Quintana, E. (dir) Economía y Economistas Españoles, ed. Galaxia-Gutemberg, 1999

### En Internet
- “Aproximación al pensamiento económico en Andalucía, de Séneca a finales del siglo XVIII”, Universidad de Málaga
- “El concepto de la Escuela de Salamanca: sus orígenes y su desarrollo”, Revista de Historia Económica Año VII. N.º 2 – 1989. Suplemento

### Artículos
- Barry, Norman (septiembre de 2003). «The Loss of a Scholar: Marjorie Grice-Hutchinson». Ideas on Liberty (en inglés) (New York: Foundation for Economic Education) 53 (8): 34-36. Archivado desde el original el 31 de agosto de 2012. Consultado el 20 de mayo de 2012.
- Bennassar, Bartolomé (1982). «Marjorie Grice-Hutchinson, Early Economic Thought in Spain, 1177–1740, Londres, Ed. George Allen and Unwin, 1978, 189 p.». Revue Historique (en francés) (París: Presses Universitaires de France) (542): 457. doi:10.2307/40954055.
- Cervera Navas, Leonardo (octubre de 2008). «My Family Memories of Marjorie Grice-Hutchinson in Malaga, Southern Spain». The American Journal of Economics and Sociology (en inglés) 67 (4): 535-545. doi:10.1111/j.1536-7150.2008.00587.x.
- Grice-Hutchinson, Marjorie (Nov., 1949). «Carlos V y sus banqueros. La Hacienda Real de Castilla by Ramón Carande». Economica. New Series (en inglés) (Malden: Blackwell Publishing) 16 (64): 396-397. doi:10.2307/2549601.
- Grice-Hutchinson, Marjorie (1989). «El concepto de la Escuela de Salamanca: sus orígenes y su desarrollo». Revista de Historia Económica: Journal of Iberian and Latin American Economic History. Second Series (Cambridge: Cambridge University Press) 7 (S1): 21-26. doi:10.1017/S0212610900001798.
- Ryan, Christopher K. (enero de 2010). «Working with Larry Moss and Marjorie Grice-Hutchinson». The American Journal of Economics and Sociology (en inglés) 69 (1): 85-89. doi:10.1111/j.1536-7150.2009.00696.x.

### Libros
- Gámez Amián, Aurora. Introducción al “Homenaje a Marjorie Grice-Hutchinson”, Cuadernos de Ciencias Económicas y Empresariales 37, 1999
- Grice-Hutchinson, Marjorie (1952). The School of Salamanca: Readings in Spanish Monetary Theory, 1544-1605 (en inglés). Oxford: Oxford University Press - Clarendon Press.
- Grice-Hutchinson, Marjorie (1956). Malaga Farm [Versión española: "Un cortijo en Málaga", Ed. Ágora (2001) y Ed. del Genal (2016)] (en inglés). Londres: Hollis & Carter.
- Grice-Hutchinson, Marjorie (1978). Early Economic Thought in Spain, 1177–1740 (en inglés). London: Allen and Unwin.
- Grice-Hutchinson, Marjorie (1990). Aproximación al pensamiento económico en Andalucía: de Séneca a finales del siglo XVIII. Málaga: Editorial Librería Ágora. ISBN 84-85698-52-5.
- Grice-Hutchinson, Marjorie (2009). The School of Salamanca: Readings in Spanish Monetary Theory, 1544-1605 (en inglés). Auburn: Ludwig von Mises Institute. ISBN 978-1-61016-160-2. Consultado el 20 de mayo de 2012.